# 대한민국 민법 제581조
대한민국 민법 제581조는 종류매매와 매도인의 담보책임에 대한 민법 채권법상 조문이다.

## 조문
제581조(종류매매와 매도인의 담보책임) ① 매매의 목적물을 종류로 지정한 경우에도 그 후 특정된 목적물에 하자가 있는 때에는 전조의 규정을 준용한다.
②전항의 경우에 매수인은 계약의 해제 또는 손해배상의 청구를 하지 아니하고 하자없는 물건을 청구할 수 있다.

第581條(種類賣買와 賣渡人의 擔保責任) ① 賣買의 目的物을 種類로 指定한 境遇에도 그 後 特定된 目的物에 瑕疵가 있는 때에는 前條의 規定을 準用한다.
②前項의 境遇에 買受人은 契約의 解除 또는 損害賠償의 請求를 하지 아니하고 瑕疵없는 物件을 請求할 수 있다.

## 참고 문헌
- 오현수, 일본민법, 진원사, 2014. ISBN 9788963463452
- 오세경, 대법전, 법전출판사 , 2014 ISBN 9788926210277
- 이준현 , LOGOS 민법 조문판례집, 미래가치, 2015. ISBN 9791155020869

## 같이 보기
- 담보책임
- 대한민국 민법 제582조 전2조의 권리행사기간
- 대한민국 민법 제583조 담보책임과 동시이행
- 대한민국 민법 제584조담보책임면제의 특약